# アラス
アラス（Arras）は、フランス北部、オー＝ド＝フランス地域圏の都市。パ＝ド＝カレー県の県庁所在地。かつてのアルトワ地方に属す。LGV北線が停車する。

## 歴史
アラスはボーディモンの丘の上に、ケルト人であるアトレバス族（Atrebates）によって建てられた。彼らは定住地を「聖なる木立群」を意味する言葉ネメトン（Nemeton）にちなみ、ネメタクム（Nemetacum）かネメトセンナ（Nemetocenna）と名付けた。おそらく現在のアラスの場所にあったとされる。古代ローマ人は定住地を後にアトレバトゥム（Atrebatum）と改名し、重要な駐屯地のある町へ変化していった。
町の住民たちがキリスト教に改宗したのは4世紀終わりであった。彼らを改宗させた聖ディオゲネスは、410年に町が野蛮な民族の攻撃を受けた際に殺害された。およそ130年後、聖ヴェデスト（Vaast, 聖ファースト、聖ヴァーストとも）が町に教会と修道院共同体を創設した。それらはカロリング朝時代に、無限に富を蓄えたベネディクト会派の聖ヴァースト修道院へと発展した。現代のアラスの町は、初めは穀物市場として修道院周囲で成長したのである。9世紀に町も修道院もヴァイキングの襲撃で被害を受け、後にヴァイキングらはノルマンディー西部へ定住した。11世紀に修道院はその力強さを蘇らせ、カロリング朝、オットー朝、イングランドの各芸術を統合するのに成功した中世絵画発展に重要な役割を担った。
アラスの羊毛産業を通して町は確立された。1180年にフランス王から商業特権を授けられ、国際的な銀行業と貿易業の重要地となった。14世紀より生地作りと羊毛産業で名声を成し、相当な富を蓄えた。それは優れたタペストリーの生産で特に知られていた。英語でArras、イタリア語でArrazziといえば、タペストリー全般を意味していた。裕福な生地商人が町が重要な文化中心地となるのを請け負った。詩人ジャン・ボデルやトルバドゥールのアダン・ド・ラ・アルなどはアラスに自宅を持っていた。
しかし、町の所有権は繰り返し争われ、アルトワ地方の残りと同様抗争を繰り返した。中世の間、アラスの領有権は多種多様な封建領主と封土の間を転々とした。フランドル伯、ブルゴーニュ公、スペイン・ハプスブルク家、そしてフランス王家である。1435年に町はアラス会議の地となり聖ヴァースト修道院でフランス・イングランド・ブルゴーニュ間の会議が開かれた。この会議で百年戦争を終結させようと試みて失敗し、ブルゴーニュはイングランドとの同盟関係を破棄、代わりにフランスと和睦したのである（アラスの和約）。
1477年にブルゴーニュ公シャルル（大胆公）が死ぬと、フランス王ルイ11世がアラスを管理下に置いたが、住民たちはフランス王よりもブルゴーニュ公へ忠義を尽くしたため、追放された。これを促したルイ11世は猛攻をかけアラスを獲得後、町壁を壊させ、住民を追放し、替わってさらに王家に忠実な、フランスの他の場所からやってきた人々と入れ替えた。町のアイデンティティーを完璧に高めたと述べ、ルイは短期間だけ町の名をフランシズ（Franchise）と改名した。1482年、アラスの和約が町で結ばれ、ルイ11世と神聖ローマ皇帝マクシミリアン1世間の対立が終わった。10年後、町はマクシミリアン1世へ割譲され、スペイン・ハプスブルク家の治めるネーデルラント17州（のち南ネーデルラント）の一部として遺譲された。
アラス同盟（オランダ語でアトレヒト同盟）は1579年1月に、ネーデルラントのカトリック代表によって署名された。彼らカトリック派はスペイン・ハプスブルク家のフェリペ2世に対し忠義を持ち続けた。同じ月に、ネーデルラントのプロテスタント諸国が中心となり、ユトレヒト同盟が結成された。

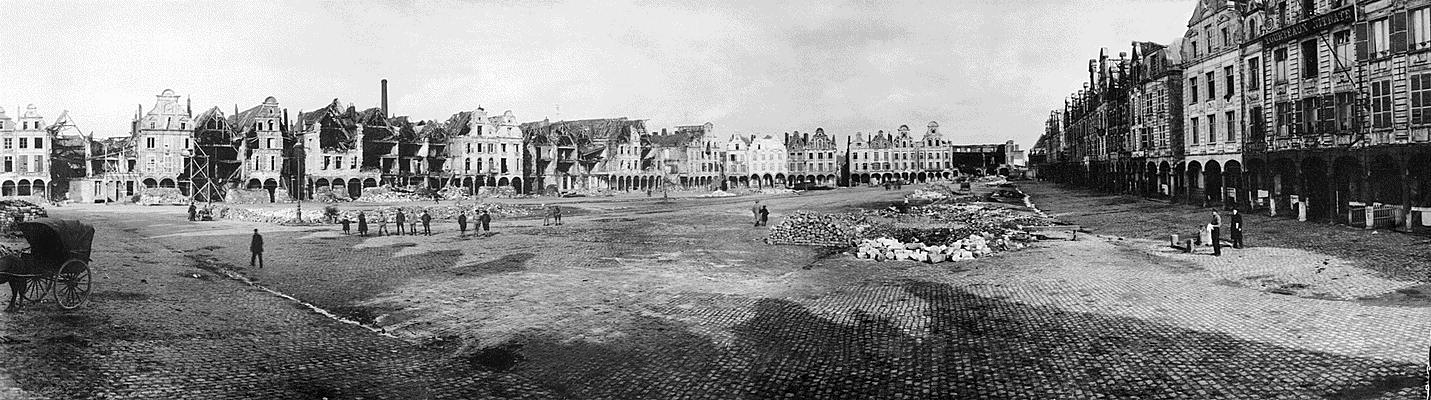
戦争で荒廃したアラス中心部、1919年

第一次世界大戦中、アラスは前線近くにあり、1917年のアラスの戦いで知られる長い軍事作戦の舞台となった。これは市の地下にある中世のトンネルの一続きが決めてとなり（ドイツ軍はトンネルの存在を知らなかった）、イギリス軍がアラスを奪取することにつながった。しかし、市は壊滅的な被害を受け、戦後に再建を余儀なくされた。
第二次世界大戦では、1940年5月、ナチス・ドイツのフランス侵攻が始まると、ドイツ国防軍は早々にアラスに到達。5月21日、レイノー首相は国会でアラスが占領されたことを報告した。近郊ではアラスの戦いが行われたが連合国軍側が敗退した。占領下の市内ではアラス・シタデルの中でレジスタンスと疑われた240人の人々が処刑された。

### アラスのキリスト教会史
6世紀、ランス大司教レミギウスがメロヴィング朝の王クロヴィスの教師であった聖ヴァーストをアラス司教としたことに始まる。彼の後継者ドミニクスとヴェドゥルファスはどちらも聖人に列せられた。後にアラスの司教座はカンブレーへ移されたが、1093年より再びアラス単独の司教座となった。
アラス司教座には、2つの聖遺物が伝わっている。「聖なるマナ」は、過酷な飢餓に見舞われていた371年に天から降ってきたとされるものである。「聖なるロウソク」は、1105年、疫病の流行を止めた聖母が聖ランベールへ与えたとされるものである。
1025年、キリスト教の秘蹟を拒絶するマニ教に対抗するためアラスで公会議が開かれた。

## 見どころ

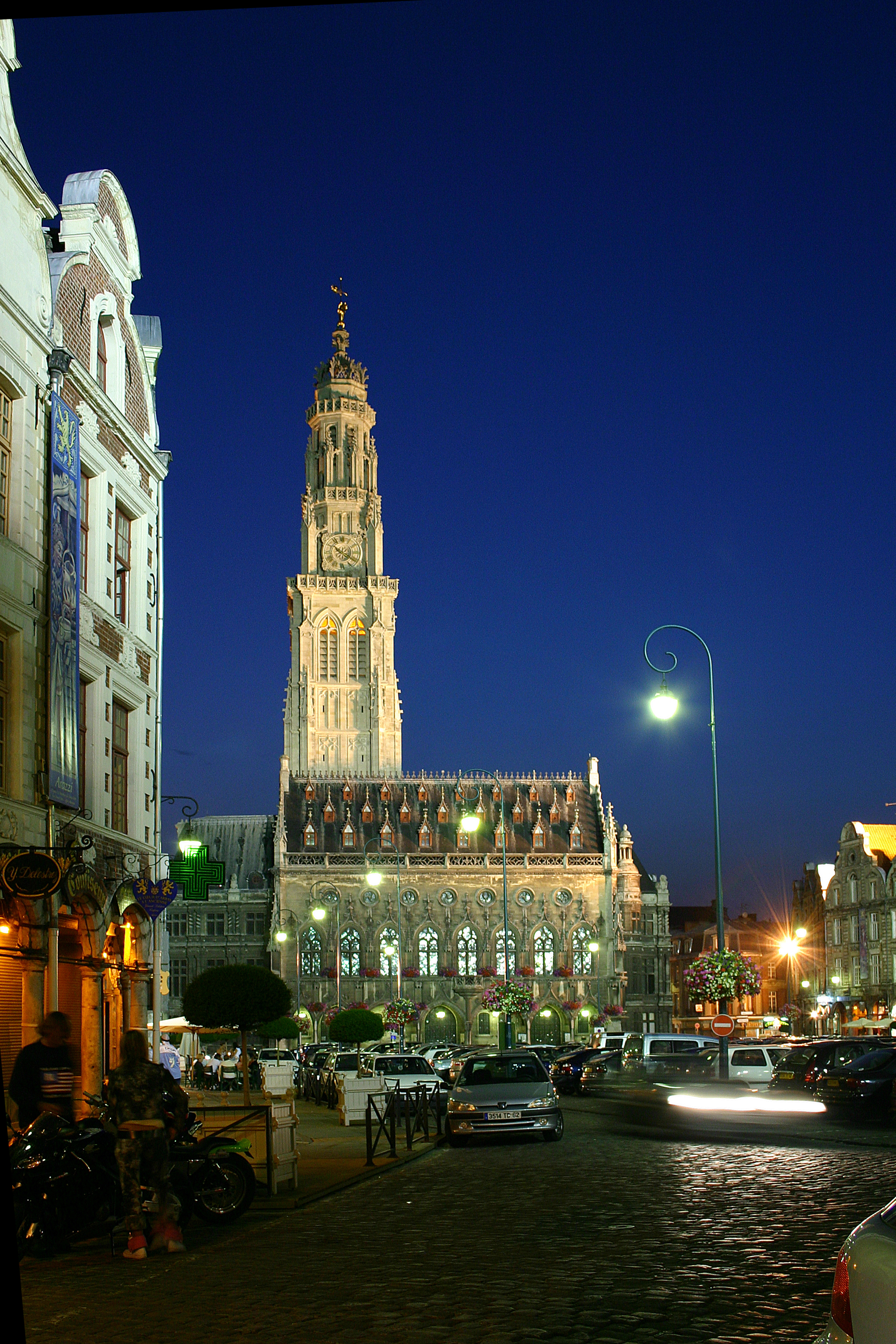
タウン・ホールと鐘楼

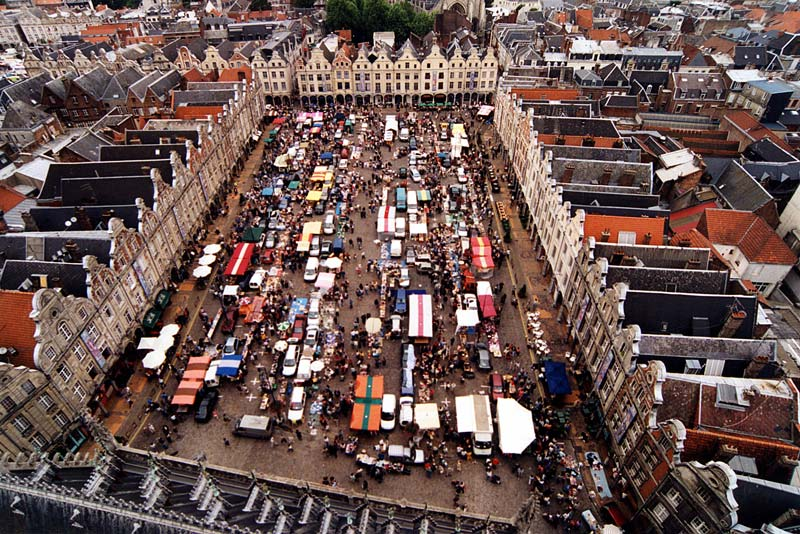
英雄広場にある市場

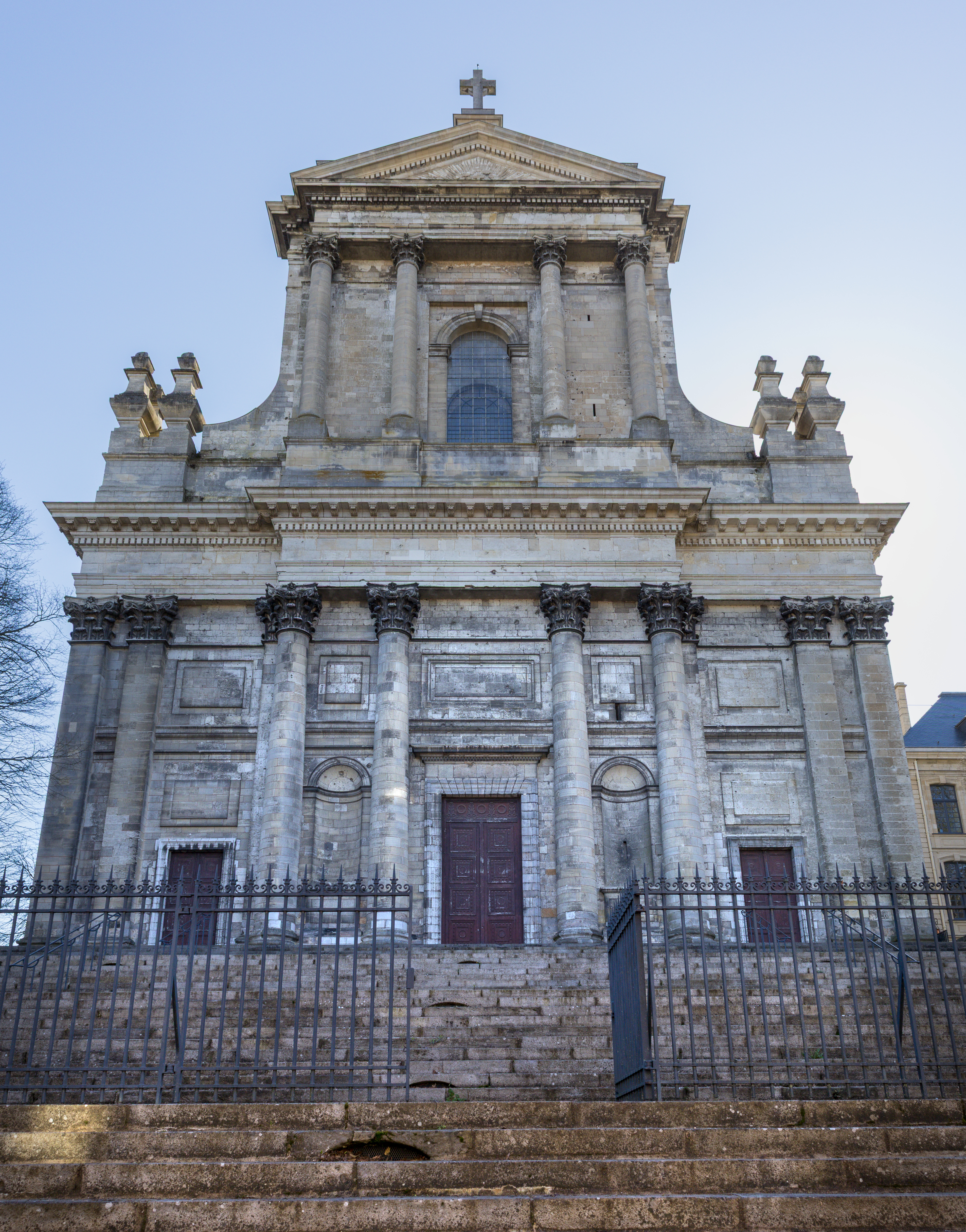
アラス大聖堂

市の中心部は、3つの広い広場、大広場（Grande Place）、英雄広場（Place des Héros）、小広場（Petite Place）に特徴づけられる。これらは建物に囲まれ、第一次世界大戦以前の姿に復元された。最も有名なのが、ゴシック様式のタウン・ホール（第一次世界大戦の直後、グランディオーズ様式に再建された）と、アラス大聖堂である。
アラス大聖堂の原型は、1030年から1396年にかけ建設され、北フランスで最も美しいゴシック様式の建築のひとつであった。この建物はフランス革命で破壊された。
美術館や官公庁の建物を含め、アラスの有名な建築物の多くは旧聖ヴァースト修道院のあった場所を占めている。修道院付属教会は打ち捨てられた後、1833年に流行であった古典様式で再建された。現在は町の大聖堂として使用されている。設計は、一時聖ヴァースト修道院の僧職であったこともあるローアン枢機卿ルイ・ルネ・エドゥアールによって選ばれた。全く簡素であり、多数の直角の様相が使用されている。教会内は彫像の優れたコレクションがあり、いくつかの聖遺物が納められている。
アラスにある2つの建築物が、UNESCOの世界遺産に登録されている。
- タウン・ホールの鐘楼 - ベルギーとフランスの鐘楼群に含まれている。
- アラスのシタデル - ヴォーバンの防衛施設群に含まれている。

カナダ国立ヴィミ記念墓地は、市のちょうど北に位置し、第一次世界大戦中の戦闘で初めてカナダ軍が自軍を大戦に投入した、ヴィミ・リッジの戦いのあった場所に所在する。4つのカナダ軍部隊が1917年の復活祭の週末に戦った。この記念墓地は、大戦によりフランスで戦没または行方不明となったカナダ人兵士を追悼するために建てられた。1936年7月、当時のイギリス王エドワード8世が除幕式に出席している。近郊の村アブラン＝サン＝ナザールに見えるノートルダム・ド・ロレット聖堂は、同様にかつてフランスでも大きな第一次世界大戦戦没者墓地のひとつであった。大戦でイギリス帝国とイギリス連邦軍の兵士らが掘った地下トンネル網は、郊外にあるカリエール・ウェリントン博物館へ行けば見ることができる。

## 文学作品に登場するアラス
- シラノ・ド・ベルジュラック第4幕。三十年戦争の最中である1640年のアラス包囲戦が舞台となる。
- レ・ミゼラブル
- 戦う操縦士 - アントワーヌ・ド・サン＝テグジュペリ作

## アラス出身の人物
- アダン・ド・ラ・アル：作曲家
- シャルル・ド・レクリューズ：医者・植物学者
- マクシミリアン・ロベスピエール：フランス革命期の政治家
- ロベール＝フランソワ・ダミアン：王殺し未遂の科で八つ裂きの刑を受けた人物
- フランソワ・ヴィドック：私立探偵
- ブノワ・アスー＝エコト：サッカー選手

## 姉妹都市
- ケムニッツ、ドイツ
- ヘルテン、ドイツ
- アウデナールデ、ベルギー
- イプスウィッチ、イギリス
- デヴァ、ルーマニア